# Mistrovství Evropy v zápasu ve volném stylu 1984
Mistrovství Evropy v zápasu ve volném stylu mužů proběhl v Jönköpingu (Švédsko). 

## Muži
| Kategorie | Zlato             | Stříbro                         | Bronz            |
| --------- | ----------------- | ------------------------------- | ---------------- |
| 48 kg     | Sergej Kornilajev | László Bíró                     | Adem Jasanov     |
| 52 kg     | Šaban Trstena     | Valentin Jordanov               | Rajim Navrusov   |
| 57 kg     | Sergej Beloglazov | Brian Aspen                     | Georgi Kalčev    |
| 62 kg     | Simeon Šterev     | Viktor Alexejev                 | József Orbán     |
| 68 kg     | Arsen Fadzajev    | Jan Szymański                   | Kamen Penev      |
| 74 kg     | Taram Magomadov   | Martin Knosp                    | Kemal Padarev    |
| 82 kg     | Efraim Kamberov   | Reiner Trik                     | Lukman Žabrailov |
| 90 kg     | Vaja Jevlojev     | İsmail Temiz                    | Jan Górski       |
| 100 kg    | Magomed Magomedov | Uwe Neupert                     | Tomasz Busse     |
| +100 kg   | —                 | Salman Jasimikov Adam Sandurski | Andreas Schröder |